# Атонска редакция на среднобългарския език
Атонската редакция на среднобългарския език датира от втората четвърт на 14 век.
В атонските манастири на Света гора по това време се развива оживена преводаческа дейност от средногръцки език на среднобългарски език, в хода на която се поставя началото на системна и цялостна преработка на старобългарските книги. Нуждата от преработка е обусловена както от налични грешки и несъответствия в текста на преписваните стари ръкописи, така и от наложилите се нововъведения в литургичната практика на източноправославната църква. 
Началото на редактирането е поставено от стареца Йоан от манастира Велика Лавра и неговите следовници – добре подготвени български книжовници, владеещи отлично гръцкия език. Езикът на новите преводи се отличава с подчертана архаизация – по образец от старобългарския книжовен език на Преславската книжовна школа. 
Атонските редактори и преводачи запазват непокътната падежната езикова система, прибавяйки калкирани по гръцки образец синтактични особености, като честата употреба на конструкцията dativus cum infinitivo, изпускане на спомагателния глагол, замяна на перфекта с аорист. Извършват се и някои замени в лексикално отношение. 
Влиянието на новия атонски извод личи и в редица среднобългарски евангелски ръкописи – Тертерово евангелие, Лондонско евангелие, както и в късното Търговищко евангелие. Атонската редакция бележи началото на правописно-книжовната Евтимиева реформа, последвала и от книжовната дейност на Константин Костенечки в Моравското княжество след век. 